# Cabanillas de la Sierra
Cabanillas de la Sierra er en by og kommune i det centrale Spanien i Madrid-regionen. Den har et indbyggertal på 941 (2024) indbyggere.